# Molí de l'Amat
El molí de l'Amat era un molí fariner i draper situat a l'esquerra del riu Ripoll, entre la masia de Can Puiggener i la Torre del Canonge de Sabadell.
De l'antic molí, avui no en queden restes visibles, ja que fou arrasat en construir part de les naus de la fàbrica tèxtil del Vapor Cusidó (i més antigament la fábrica Ribera i Cusidó). Formava part del mateix sistema hidràulic del molí d'en Font: ambdós rebien l'aigua de la séquia que començava a la resclosa que hi havia al Ripoll més avall de la desembocadura del torrent de Colobrers. A la sortida del molí de l'Amat, l'aigua es tornava a abocar al riu. L'eliminació del meandre de Jonqueres després del 1962 va modificar tot aquest sistema.

## Història
L'any 1390 es documenta per primer cop un molí fariner en aquest indret, però la seva existència podria ser anterior. Era el molí vinculat al mas Carbó i, com el molí d'Hortals (d'en Font), formava part del domini del monestir de Sant Llorenç del Munt. A partir del 1500 fou transformat per batanar draps de llana. Això implicà, com a intervenció principal, introduir una roda vertical i un arbre de lleves per moure les masses del batà. Segurament el molí fariner continuà en ús. Des d'aquella data els moliners establerts en aquest molí foren membres de la família Sampsó, provinent de Sant Esteve de Ripollet, que es traspassaren l'ofici i el molí de pares a fills, sempre pagant censos als possessors del mas Carbó i, indirectament, al monestir de Sant Llorenç del Munt. A mitjan segle xvii, una filla Sampsó es casà amb Joan Amat, moliner, el qual inicià la nissaga de moliners que donà al molí el nom amb què es designa avui. Des de 1820, al salt de dalt del molí s'hi instal·là maquinària tèxtil, mentre que al salt de baix es mantenien dos batans. A partir d'aquell moment, els contractes d'arrendament i sotsarrendament dels diferents salts d'aigua es multiplicaren. Els Amat n'eren els propietaris i consten com a hisendats i també com a fabricants de draps.